# 櫛石窓神社

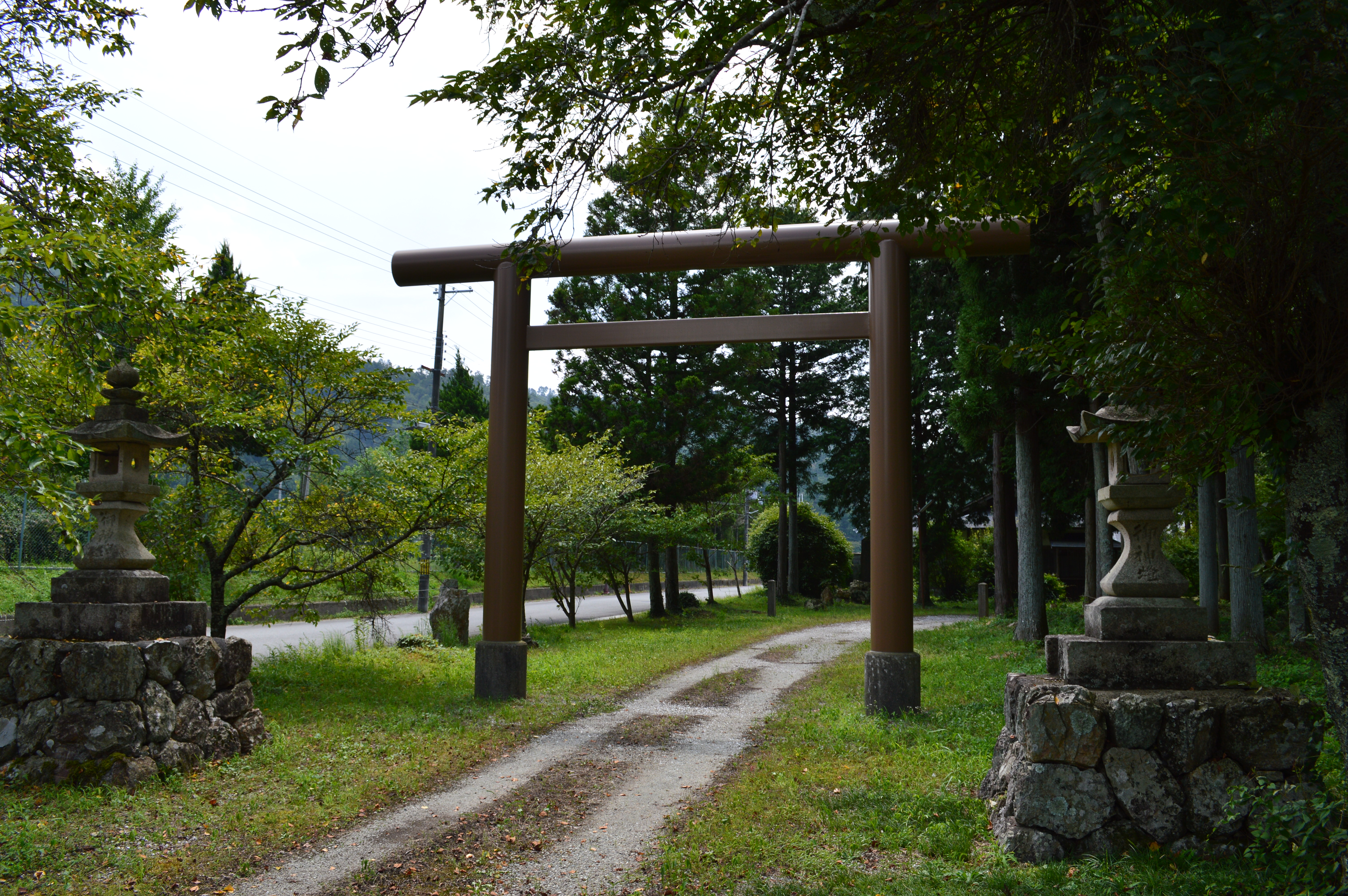
一の鳥居

櫛石窓神社（くしいわまどじんじゃ）は、兵庫県丹波篠山市福井にある神社。式内社（名神大社）で、旧社格は県社。

## 祭神
祭神は次の3柱。
主祭神
- 櫛石窓命（くしいわまどのみこと）

配祀神
- 豊石窓命（とよいわまどのみこと）
- 大宮比売命（おおみやひめのみこと）

### 祭神について
祭神とする櫛石窓神・豊石窓神に関して、史書では櫛石窓神社自体に関するもの以外に次の記載が知られる。
- 『古事記』天孫降臨段
ニニギの従者として「天石門別神」の名が見え、同神について「またの名を櫛石窓神・豊石窓神という」とあるほか「御門の神である」という。
- 『古語拾遺』
天照大神が岩戸から新殿に遷座したのち「豊磐間戸命と櫛磐間戸命の二神に殿の門を守衛させた」とあり、「両神は天太玉命の子である」という。
- 『延喜式』神名帳
宮中の神祇官西院において「御門巫祭神 八座」として、櫛石窓神・豊石窓神が4面の門に各1座ずつ祀られている[3]。

これらの史料に対して、その内容と櫛石窓神社との関係は明らかでないが、江戸時代の『神名帳考証』では内裏の各門の上に祀られた櫛石窓神・豊石窓神の本社は丹波国の当社である、と考察されている。

## 歴史
『新抄格勅符抄』大同元年（806年）牒によれば、当時の「櫛石窓神」には丹波国から神封5戸が充てられている（文献上初見）。
延長5年（927年）成立の『延喜式』神名帳では丹波国多紀郡に「櫛石窓神社二座 並名神大」と記載され、2座が名神大社に列している。また、平安時代中期-末期頃の作と見られる神像3躯（国の重要文化財）が現在まで伝世される。
中世には「大芋社」と見える。また、応仁の乱ののち度々戦火に遭い、永禄10年（1567年）に再建された。しかしながら天正年間（1573年-1592年）に明智光秀の兵火で全焼し、社領もほとんど没収されたという。
近世の造営を伝える棟札には、寛文3年（1663年）の本殿造営時、安永4年（1775年）の拝殿造営時のものがある。近世には「櫛岩窓大明神」と呼ばれ、「大宮寺」という神宮寺もあった。
明治6年（1873年）、近代社格制度において村社に列し、明治37年（1904年）に県社に昇格した。

## 境内

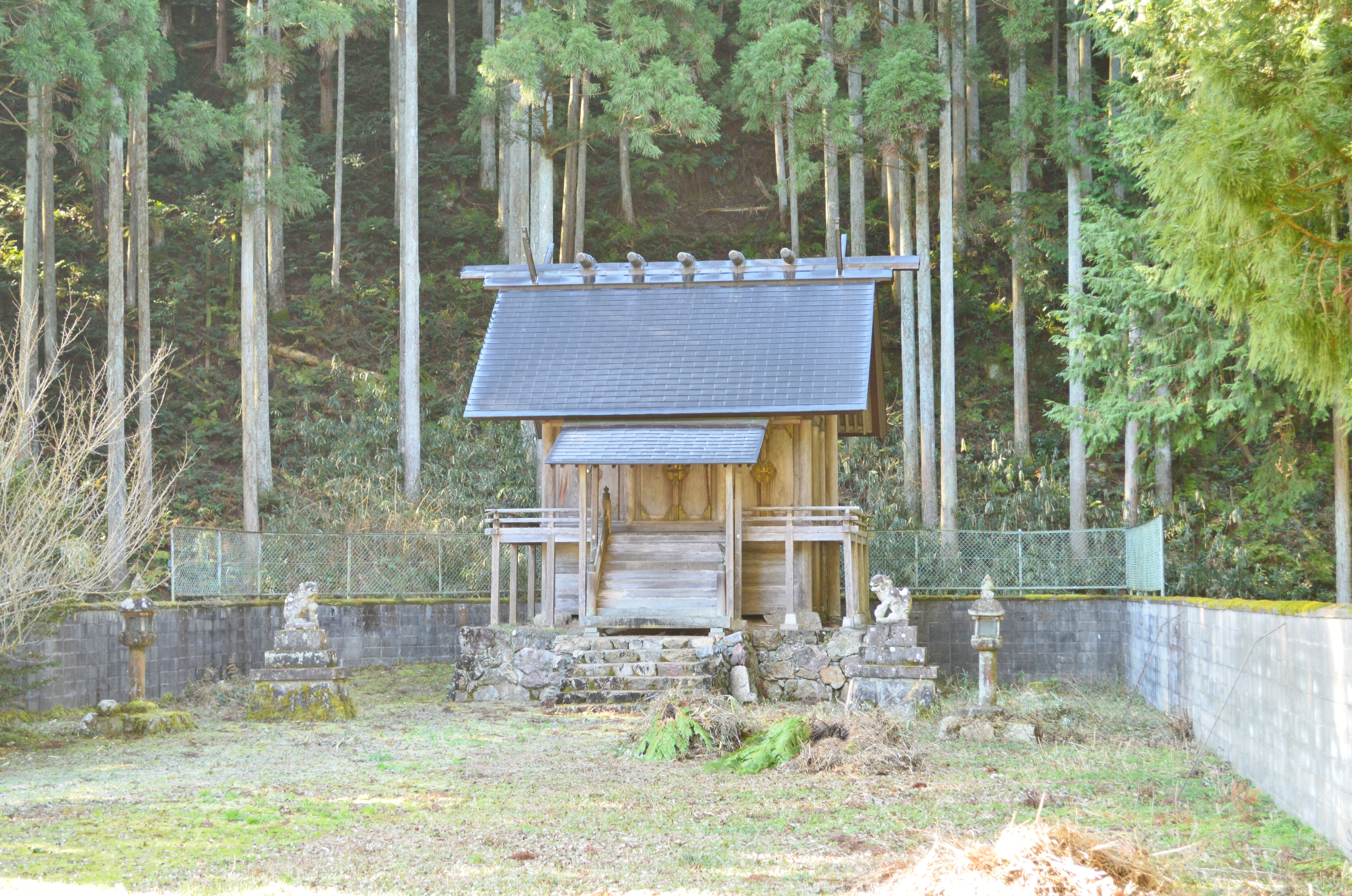
本殿

現在の本殿は昭和34年（1959年）の造営。かつて社殿のそばには「福井」と呼ばれる霊泉が存在し、付近の地名の由来ともなっている。
また、社殿後方には「宮山」と呼ばれる高さ約30メートルの丘がある。宮山の頂上付近には「霊岩（みたまいわ）」という磐座が残り、古代祭祀の名残を現代に伝えている。

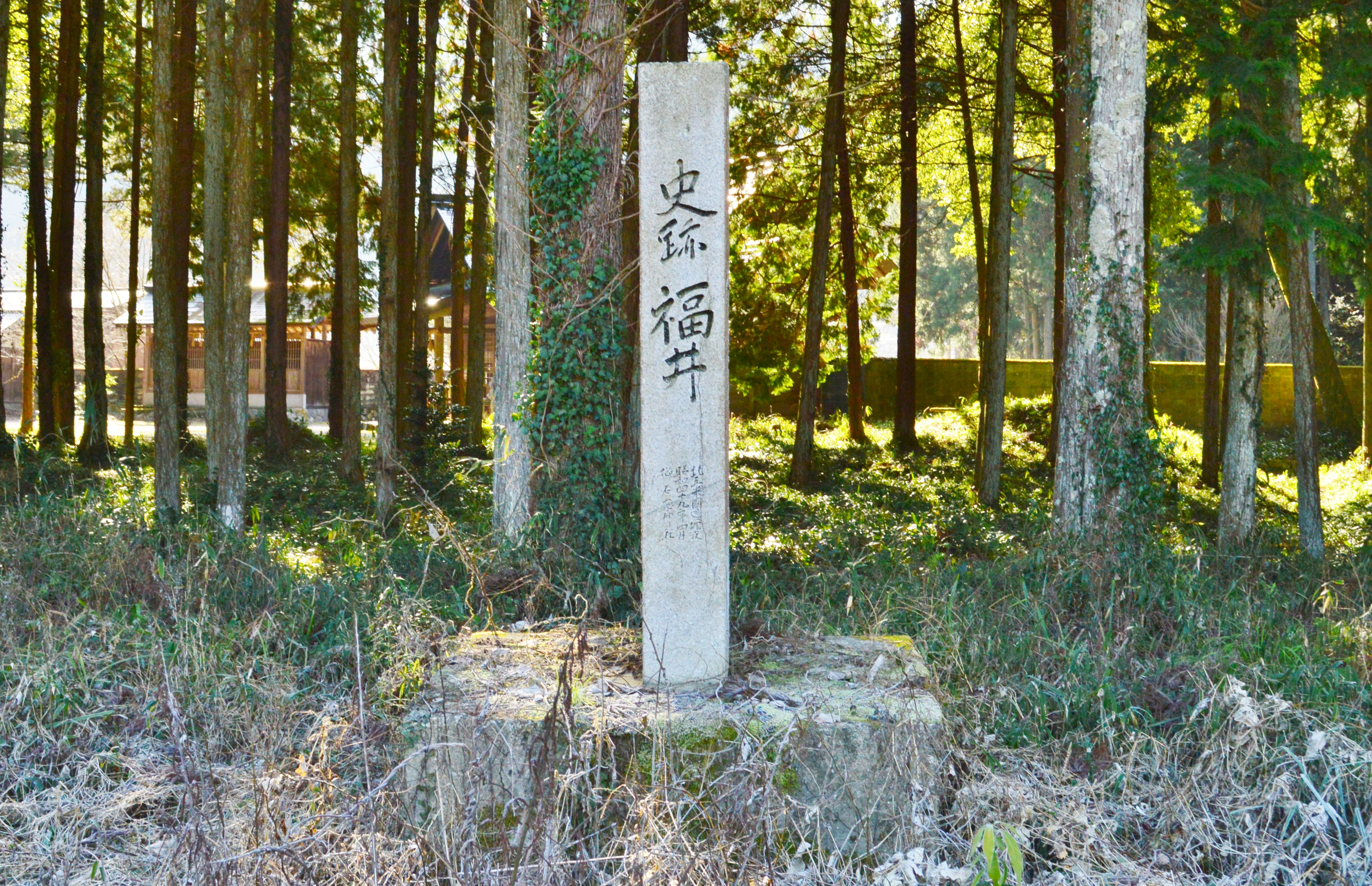
福井跡碑
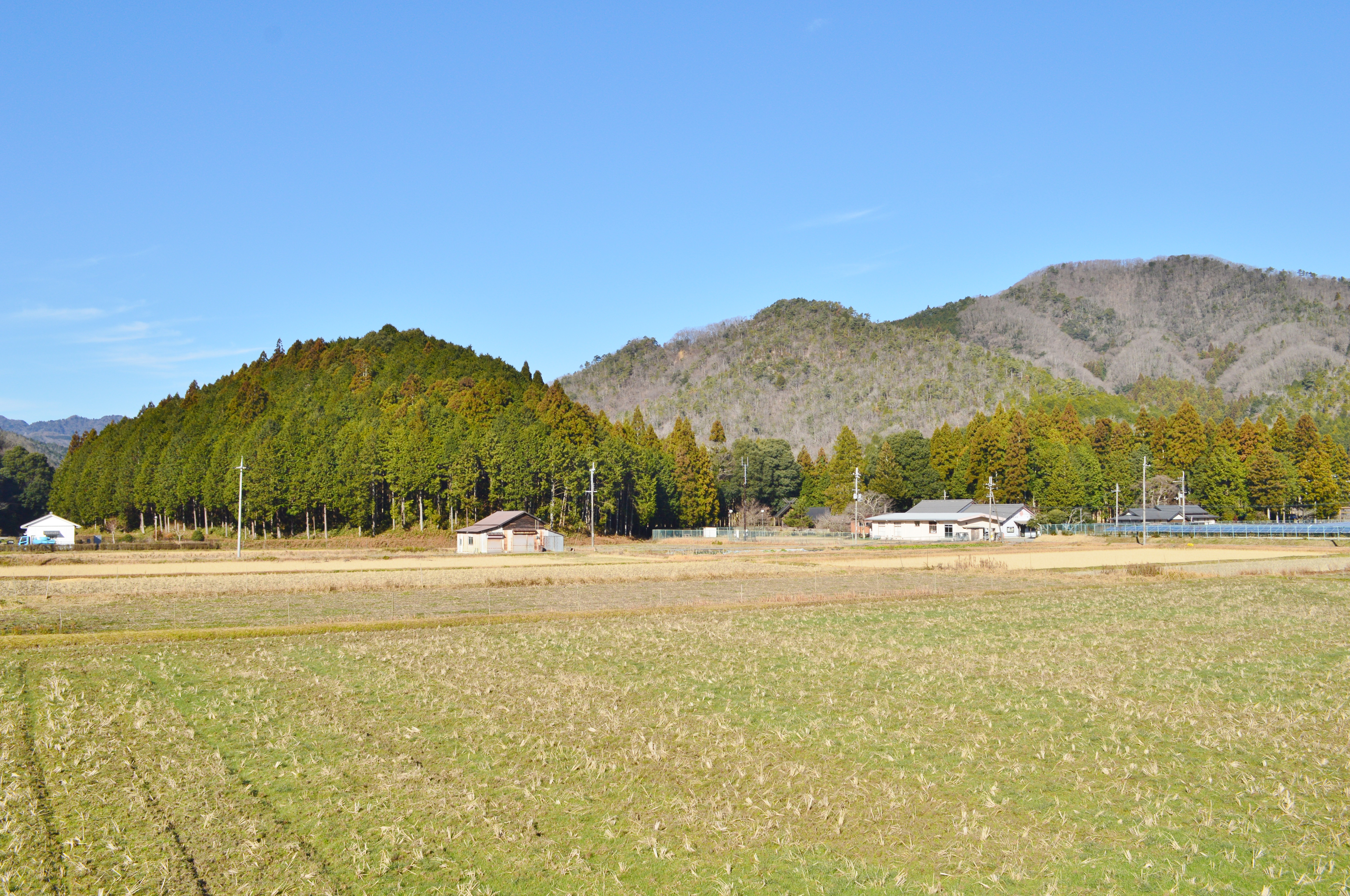
宮山（左）と境内社叢（右）
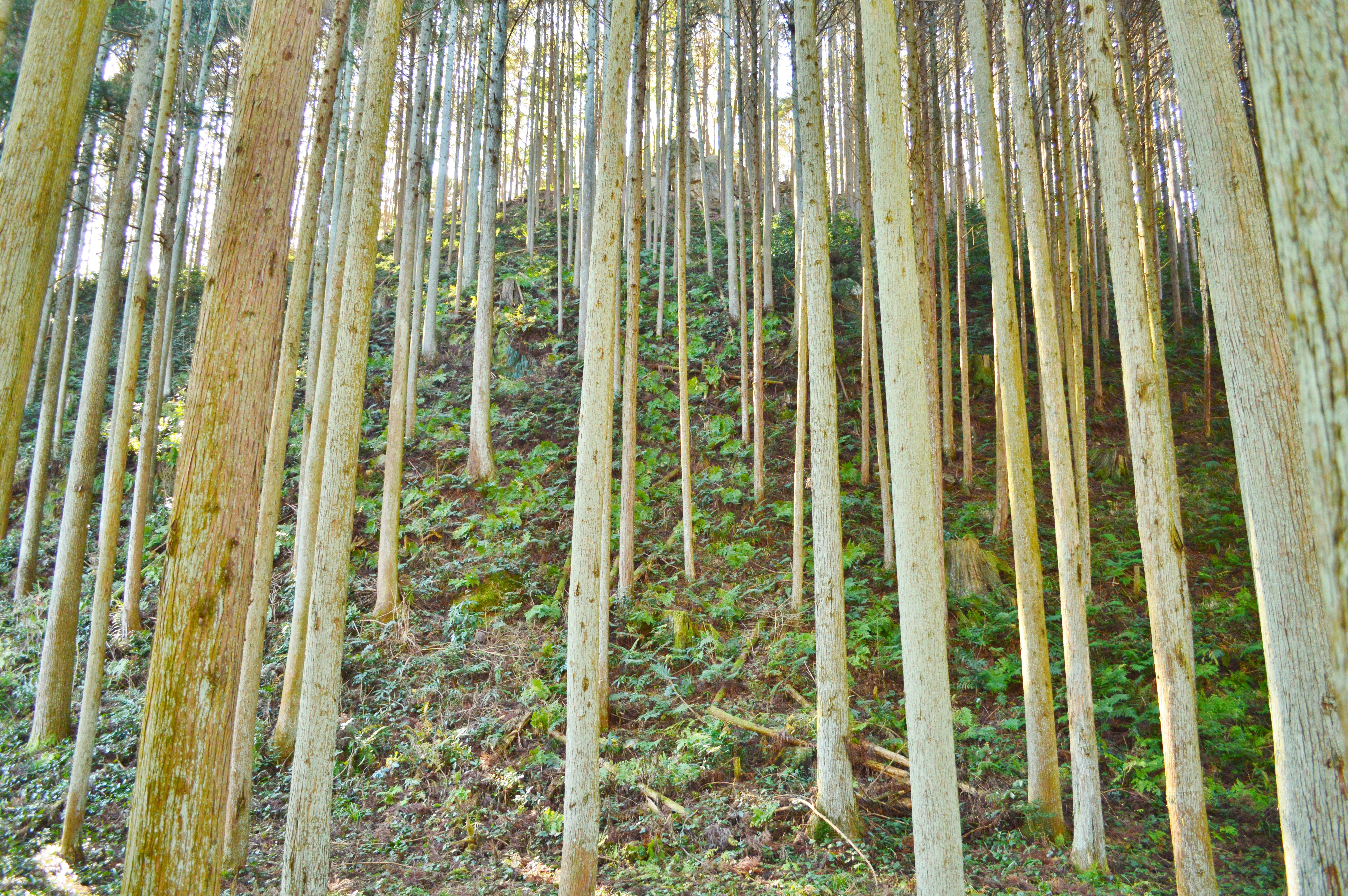
宮山山麓から山頂・磐座を望む

## 摂末社

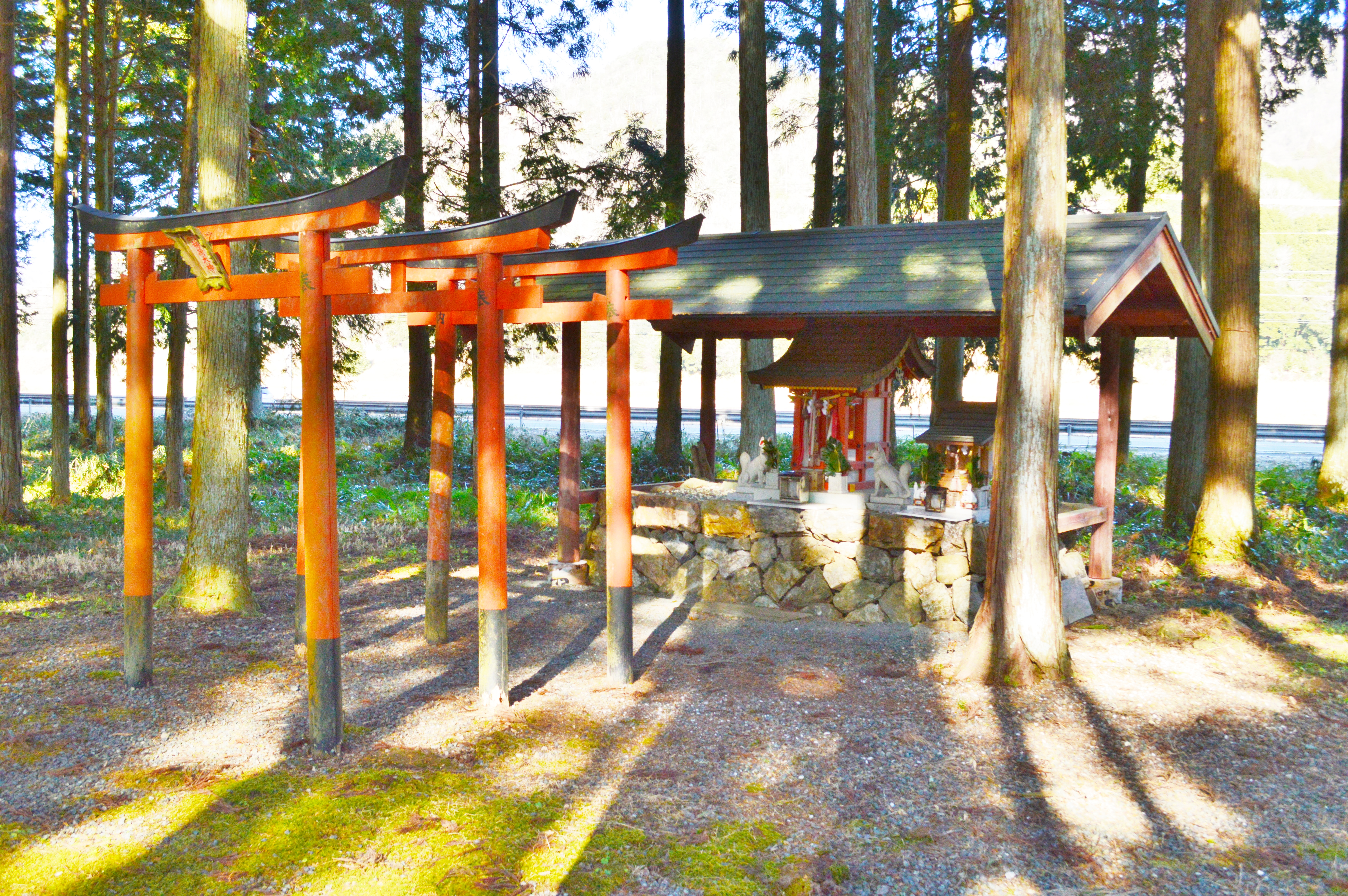
稲荷神社
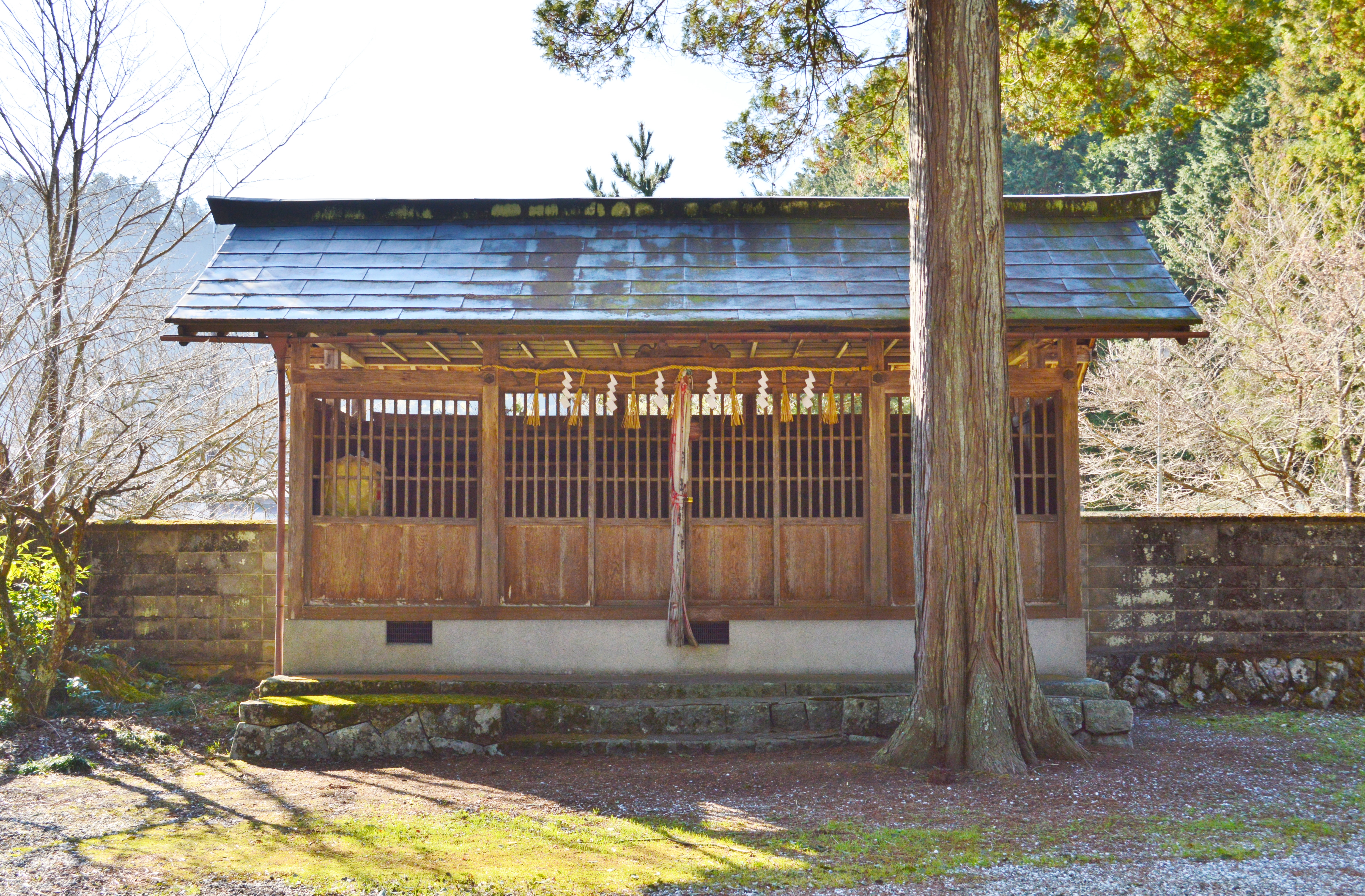
福井村地神合祀殿
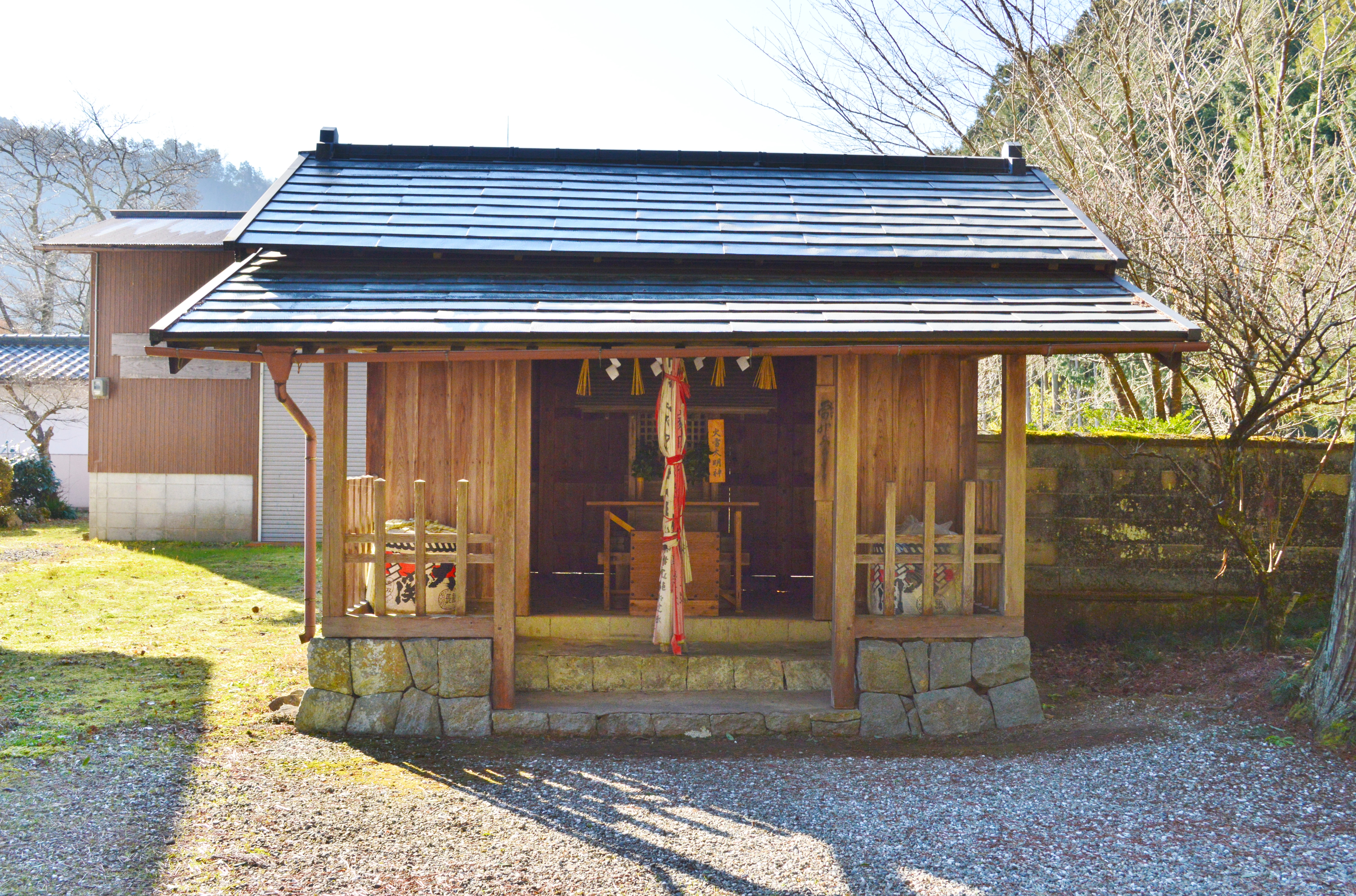
火雷大明神

- 稲荷神社
- 福井村地神合祀殿
- 火雷大明神

## 文化財

### 重要文化財（国指定）
- 木造櫛岩窓命坐像・木造豊岩窓命坐像（彫刻） - 指定名称では「櫛岩窓命」と表記。平安時代の作。明治44年4月17日指定[7][8]。
- 木造大宮比売命坐像（彫刻） - 平安時代の作。明治44年4月17日指定[9]。

神道では元来偶像を祀る習慣はなかったが、仏教の影響で神像が製作されるようになった。神像の製作は文献上は8世紀からみられるが、現存遺品があるのは平安時代初期以降である。当社の像は古い神像の特徴を有しており、平安時代中期から末期の造像と見られている。なお、櫛石窓命坐像・豊石窓命坐像は1981年12月から1982年4月までの間（日付の特定不能）に盗難に遭っている。

## 現地情報
所在地
- 兵庫県丹波篠山市福井1170

交通アクセス
- バス：ウイング神姫（旧神姫グリーンバス）で「丹波大宮」バス停下車 （下車後徒歩すぐ）